# Gwara tracka
Gwara tracka (bułg. тракийски говор) – jeden z dialektów języka bułgarskiego. Należy do gwar rupskich.
Występuje na Nizinie Trackiej, w rejonach Pyrwomaju, Ełchowa, Chaskowa, Swilengradu, Charmanli, Topołowgradu. Mniejszości bułgarskie w Tracji greckiej i tureckiej także posługują się tym dialektem.

## Charakterystyczności
- Brak dźwięcznych spółgłosek „dż” (дж) i „dz” (дз), np. żob (жоб) → bułg.: dżob (джоб) – kieszeń.
- Zanik spółgłoski „t” (т) z grupy spółgłosek „str” (стр), np. sesra (сесра) → bułg.: sestra (сестра) – siostra, osra (осра) → bułg.: ostra (остра) – ostra, srełka (срелка) → bułg.: strełka (стрелка) – strzałka.
- Formy zaimków osobowych osoby trzeciej, np. nega (нега) → bułg.: nego (него) – niego, chi (хи) → bułg.: i (ѝ) – jej, chim (хим) → bułg.: im (им) – im.
- Cząstki formy przyszłej: „ży” (жъ), „szy” (шъ) i „zy” (зъ) oraz „ke” (к’е).
- Zachowane aglomeracyjnej formy w nazwach osobowych męski.
- Zachowanie formy złożonej deklinacji w tak zwanej głomeratycznej dojrzałości (гломеративен падеж).
- Celownik liczby pojedynczej.